# Copa Catalunya de futbol masculina 1995-1996
Fou la 7a edició de la Copa Catalunya.

## Semifinals
| 28 agost 1995 | UE Lleida | 1 - 0 | UE Tàrrega | Lleida                            |  |
| Grup Lleida   | Sola 35'  |       |            | Camp d'Esports · Medina Cabello · |  |

| 28 agost 1995 | FC Barcelona                                            | 4 - 0 | UE Tàrrega | Lleida                            |  |
| Grup Lleida   | Moreno 11' · Jordi 15' · Òscar 17' · Quique Álvarez 44' |       |            | Camp d'Esports · Reverter Bonet · |  |

| 28 agost 1995 | UE Lleida | 0 - 0 | FC Barcelona | Lleida                           |  |
| Grup Lleida   |           |       |              | Camp d'Esports · Crespo García · |  |

| 29 agost 1995  | UE Sant Andreu | 1 - 0 | FC Palafrugell | Barcelona                                     |  |
| Grup Barcelona | Dani 30'       |       |                | Camp Municipal Narcís Sala · Moreno Delgado · |  |

| 29 agost 1995  | RCD Espanyol de Barcelona              | 5 - 0 | Palafrugell CF | Barcelona                                       |  |
| Grup Barcelona | Javi 2' · Urzaiz 9' 32' 43' · Luis 42' |       |                | Camp Municipal Narcís Sala · Valiente Andaluz · |  |

| 29 agost 1995  | UE Sant Andreu | 0 - 1 | RCD Espanyol de Barcelona | Barcelona                                       |  |
| Grup Barcelona |                |       | Urzaiz 12'                | Camp Municipal Narcís Sala · Gonzalo Aguilera · |  |

## Final
| RCD Espanyol de Barcelona                                   | 5 - 1 | FC Barcelona |
| ----------------------------------------------------------- | ----- | ------------ |
| Álex 10' 16' · Miguel 36' · Bogdanovic 40' · Pochettino 44' | [ 3 ] | Carreras 24' |

| Espanyol | Barcelona |

| GK                   | 1  | Raúl Arribas                |  | 88' |
|                      | 2  | Joaquín Macanás             |  |     |
|                      | 3  | Jaime Molina                |  |     |
|                      | 4  | Miguel Hernández            |  |     |
|                      | 5  | Víctor Manuel Torres Mestre |  |     |
|                      | 6  | Goran Bogdanovic            |  |     |
|                      | 7  | Mauricio Pochettino         |  | 85' |
|                      | 8  | Juan Rojo "Pacheta"         |  |     |
|                      | 9  | Álex Fernández              |  |     |
|                      | 10 | Javi Garcia                 |  | 82' |
|                      | 11 | Ismael Urzaiz               |  | 76' |
| Substitutes:         |    |                             |  |     |
|                      |    | Amaya                       |  | 76' |
|                      |    | Sergio González             |  | 85' |
|                      |    | José Peraile                |  | 88' |
|                      |    | Silvio Villar               |  | 82' |
| Manager:             |    |                             |  |     |
| José Antonio Camacho |    |                             |  |     |

| GK           | 1  | Jesús Mariano Angoy     | 58' |     |
|              | 2  | Pablo Sanz              |     | 66' |
|              | 3  | Abelardo Fernández      | 41' |     |
|              | 4  | Juan Carlos Moreno      |     |     |
|              | 5  | Patri Rubio             |     | 60' |
|              | 6  | Lluís Carreras i Ferrer |     |     |
|              | 7  | Robert Prosinecki       |     |     |
|              | 8  | Josep Setvalls          |     | 45' |
|              | 9  | Meho Kodro              |     | 60' |
|              | 10 | Ángel Cuéllar           |     |     |
|              | 11 | Gheorghe Hagi           | 32' |     |
| Substitutes: |    |                         |     |     |
|              |    | Albert Celades          |     | 60' |
|              |    | Jordi Cruyff            |     | 60' |
|              |    | Juli López              |     | 66' |
|              |    | Xavier Roca             |     | 46' |
| Manager:     |    |                         |     |     |
| Johan Cruyff |    |                         |     |     |